# Vall penjada

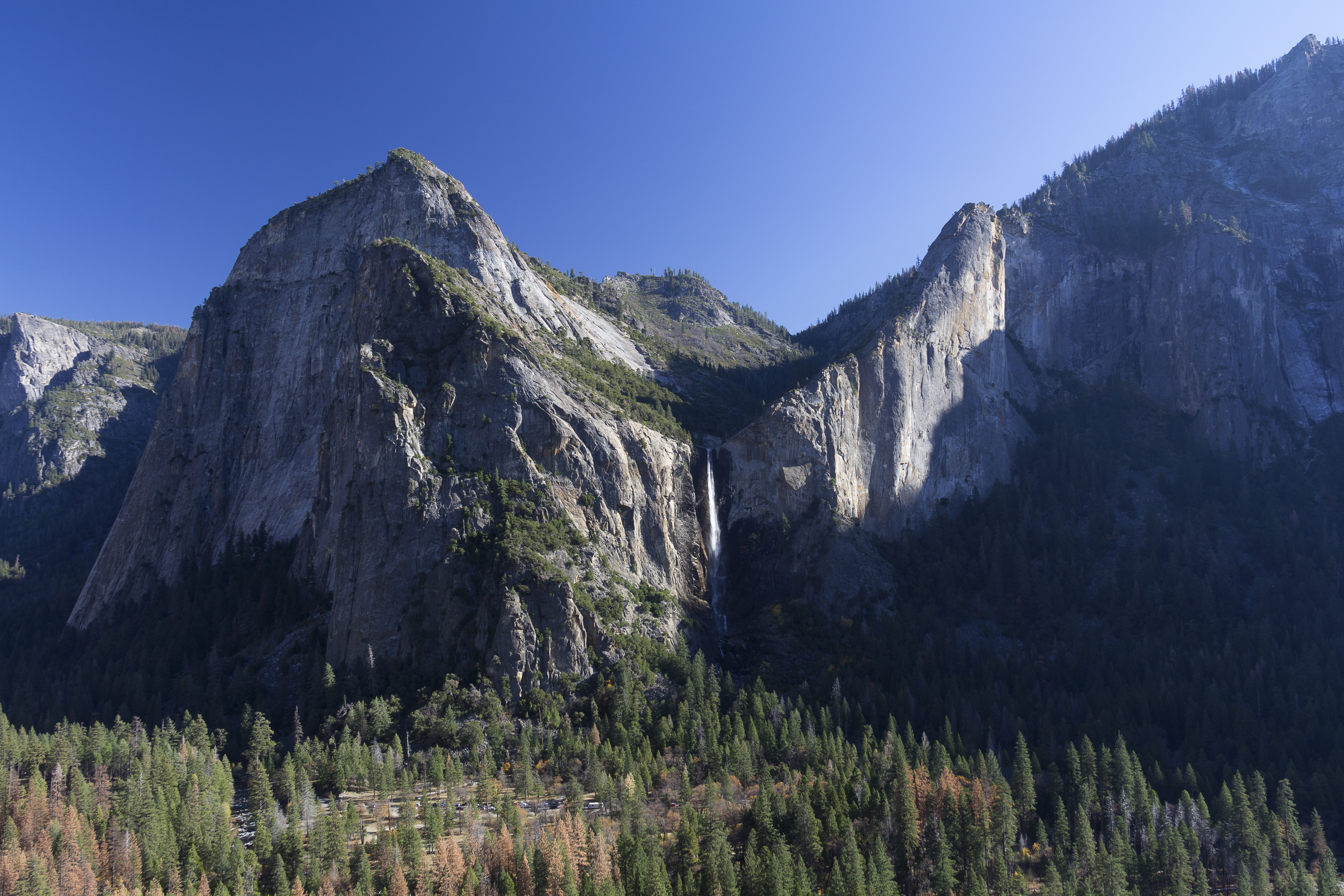
Cascada Bridalveil al parc nacional de Yosemite (Califòrnia). Cascada des d'una vall penjant que va ser tallada per una glacera tributària que es va unir a la glacera principal de la vall de Yosemite.

Formació d'una vall glacial. Un cop retirat el glaç, les valls per on descendien les glaceres tributàries (als marges dret i esquerre) resten enlairades (penjades) respecte de la vall per on hi circulava la glacera principal.

Una vall penjada o vall suspesa (geomorfologia) és una vall establerta en un relleu invertit d’un sinclinal modelat en roca dura i buidada per l’erosió, la qual domina topogràficament les combes adjacents. Tipus de vall glacial originada per una glacera secundària que conflueix amb una vall glacial principal més important i de major profunditat sobre la qual en algun moment s'havia desplaçat o encara s'hi desplaça. És força freqüent als Alps, Península Escandinava, Rússia, Argentina, Alaska, Canadà, Xile, Nova Zelanda i les serralades asiàtiques(sinònim:sinclinal penjat) (en hanging/upstanding valley; es valle suspendido/colgado; fr vallée perchée).

## Formació
Una petita glacera de muntanya pot unir-se a una glacera de vall més gran, de la mateixa manera que un rierol pot unir-se a un riu més gran. La glacera més petita, però, pot no ser tan profunda com la principal, i la seva base pot ser més alta en elevació que la base de la glacera principal. Quan les glaceres es retiren de la zona on es trobaven abans, el sòl de la vall en forma d'U formada per la glacera més petita pot quedar molts metres per damunt de la vall principal. Les cascades sovint es formen en aquest punt quan els rius comencen a fluir per les valls glacials.

## Valls penjades
Als Pirineus, la vall de Gerber (Val d'Aran) i la vall del Madriu (Andorra) entre moltes, són un bon exemple de valls penjades.
A Europa les valls penjades dels fiords noruecs produeixen cascades de gran alçada que cauen directament al mar, a l'interior dels fiords. Són conegudes pel seu atractiu turístic. En altres llocs, les antigues valls penjades s'associen a llacs i comes formats en episodis glacials/iinterglacials que es van aprofundir i engorjar després de Würm.
A diferència de les glaceres i valls glacials, que es caracteritzen per tenir un perfil en "U", les valls penjades sovint presenten un perfil en "V", com els rius. Hi ha valls suspeses amb englaçament inexistent o reduït i valls suspeses dissimètriques.